# Eleição presidencial na Bielorrússia em 1994

Eleições presidenciais foram realizadas na Bielorrússia em 1994, o primeiro turno ocorreu em 23 de junho e o segundo turno em 10 de julho. Foi a primeira eleição nacional realizada na Bielorrússia desde a dissolução da União Soviética três anos antes. O resultado foi uma vitória para Alexander Lukashenko, que recebeu 80,6% dos votos no segundo turno. A participação eleitoral foi de 79,0% no primeiro turno e 70,6% no segundo.
Em 1995, um ano após assumir o cargo, Lukashenko ganhou um referendo que lhe deu o poder de dissolver o parlamento. Em 1996, ele ganhou outro referendo que aumentou drasticamente seu poder, e também estendeu seu mandato original de cinco anos para 2001. Como resultado, a eleição presidencial de 1994 é considerada, até o momento, a única eleição livre realizada na Bielorrússia desde o fim da União Soviética.

## Resultados
| Candidato                            | Partido                              | Primeiro turno | Primeiro turno | Segundo turno | Segundo turno |
| Candidato                            | Partido                              | Votos          | %              | Votos         | %             |
| ------------------------------------ | ------------------------------------ | -------------- | -------------- | ------------- | ------------- |
| Alexander Lukashenko                 | Independente                         | 2,646,140      | 45.76          | 4,241,026     | 80.61         |
| Vyacheslav Kebich                    | Independente                         | 1,023,174      | 17.69          | 748,329       | 14.22         |
| Zianon Pazniak                       | PFPB                                 | 757,195        | 13.09          |               |               |
| Stanislav Shushkevich                | Independente                         | 585,143        | 10.12          |               |               |
| Alaksandar Dubko                     | Partido Agrário Bielorrusso          | 353,119        | 6.11           |               |               |
| Vasil Novikaŭ                        | Partido dos Comunistas Bielorrussos  | 253,009        | 4.38           |               |               |
| Contra todos                         | Contra todos                         | 165,023        | 2.85           | 271,783       | 5.17          |
| Total                                | Total                                | 5,782,803      | 100.00         | 5,261,138     | 100.00        |
|                                      |                                      |                |                |               |               |
| Votos válidos                        | Votos válidos                        | 5,782,803      | 97.94          | 5,261,138     | 99.67         |
| Votos inválidos/em branco            | Votos inválidos/em branco            | 121,509        | 2.06           | 17,193        | 0.33          |
| Total de votos                       | Total de votos                       | 5,904,312      | 100.00         | 5,278,331     | 100.00        |
| Eleitores registrados/comparecimento | Eleitores registrados/comparecimento | 7,476,586      | 78.97          | 7,476,205     | 70.60         |
| Fonte:                               |                                      |                |                |               |               |